# 兼崎健太郎
兼崎 健太郎（かねさき けんたろう、1984年6月2日 - ）は、日本のモデル、俳優。山口県出身。
身長186cm。株式会社インゴットエンタテイメントを経て、現在はフリー。

## 略歴
モデル活動を経て、2006年に『ミュージカル テニスの王子様』で俳優デビュー。
2019年10月31日に株式会社インゴットエンタテイメントを離籍。現在はフリーで活動している。

## 人物
- 趣味は、カメラ[1]、渓流釣り[1]、ウェイトトレーニング[1]。スポーツは、水泳[1]、サッカー[1]、バレーボール[1]。特技は料理[1]、書道2段[1]。
- 好きな食べ物はお米[3]。
- ミュージカル・テニスの王子様の対戦校のチーム内では一番年長者であり、しっかりしているためもあって「お父さん」と呼ばれることもあったという[4]。
- ミュージカル・テニスの王子様では152人いる1stシーズンキャストの中で349回という1stシーズンでは最多出演数を誇る。そのことから大千秋楽で「ミスターテニミュ」と評されたが本人は「それはただ公演数が多いだけ。みんなテニミュにかけた想いは一緒だし、みんながみんなミスターテニミュです」とブログで語っている[5]。

## 出演

### 映画
- 新宿区歌舞伎町保育園（2009年1月31日、ゴー・シネマ） - 優 役
- 刺青-背負う女（2009年6月6日、アートポート） - 立花康平 役
- ローカルボーイズ!（2010年3月19日、グランドラインプロジェクト） - 剣持 役
- 浅草探偵物語〜龍と亀（2014年） - 主演・鶴見龍 役
- 邯鄲の夢 三重芝居と四人の役者（2023年7月28日、ギグリーボックス）

### テレビドラマ
- 仮面ライダージオウ EP05 - LAST（2018年9月30日 - 2019年8月25日、テレビ朝日） - スウォルツ 役[6]

### バラエティ
- 戦国鍋TV 〜なんとなく歴史が学べる映像〜（2010年 - 2012年、tvk ほか）
  - 『堺衆』 - 呂宋助左衛門 役
  - 『戦ハーフタイム』
  - 『戦国保健室』 - 井伊直政 役
  - 『武武家』 - 若者A 役
- H.I.S. presents テリー伊藤の世界のタビセツ シンガポール篇（2013年3月1日 - 15日、TOKYO MX）

### Web配信ドラマ
- ケータイ音楽ドラマ「DOR@MO」 I WILL/AZU「I WILL」（2009年7月1日から配信） - トシヤ 役
- スマボMovie第3弾『いつかはきっとクリスマス』（2012年12月20日 - 22日、スマートボーイズ） - スギサキ 役
- 仮面ライダージオウ（2018年 - 2021年） - スウォルツ 役
  - 仮面ライダージオウ 補完計画 12.5話（2018年11月25日、東映特撮ファンクラブ）
  - RIDER TIME 仮面ライダージオウ VS ディケイド/7人のジオウ！（2021年2月9日 - 21日、TELASA） - スウォルツ / アナザーディケイド 役[7]
  - RIDER TIME 仮面ライダーディケイド VS ジオウ/ディケイド館のデス・ゲーム 第1話・2話（2021年2月9日・14日、東映特撮ファンクラブ）[7]

### オリジナルビデオ
- 仮面ライダージオウ NEXT TIME ゲイツ、マジェスティ（2020年4月22日、東映） - スウォルツ 役[8]

### CM
- 資生堂　ピエヌ（2006年）
- 東芝 Vodafone903T
- ソニー ポケットビット
- 日産（リブレット・Web）
- 花王 サクセス（2007年）
- 富士通 エフサス（2014年）

### ラジオ・トーク番組
- Webラジオ「アメガチャ」（2007年9月18日 - 11月27日）
- Webラジオ「マベラヂX」（2008年4月4日 - 12月26日）
- ニコニコ生放送「ギリギリモーニング」メインパーソナリティ（2011年4月 - 2012年9月）
- アクターズファイル 兼崎健太郎×汐崎アイル（ポッドキャスト配信）

### 舞台・ライブ
（映像化しているものは※）
- ミュージカル テニスの王子様 - 真田弦一郎 役 ※
  - Absolute King 立海 feat.六角 〜First Service〜（2006年12月13日 - 2007年1月27日、日本青年館 他）
  - Dream Live 4th（2007年3月30日・31日、パシフィコ横浜）
  - Dream Live 4th Extra（2007年5月17日 - 20日、梅田芸術劇場）
  - Absolute King 立海 feat.六角 〜Second Service〜（2007年8月2日 - 9月9日、日本青年館 他）
  - Progressive Match 比嘉 feat.立海（2007年12月12日 - 2008年2月11日、日本青年館 他）
  - Dream Live 5th（2008年5月17日・18日、横浜アリーナ / 5月24日・25日、神戸ワールド記念ホール）
  - Dream Live 6th（2009年5月2日・3日、東京体育館 / 5月9日・10日、神戸ワールド記念ホール）
  - The Final Match 立海 First feat.四天宝寺（2009年7月30日 - 10月4日、日本青年館 他）
  - The Final Match 立海 Second feat.The Rivals（2009年12月17日 - 2010年3月14日、日本青年館 他）
  - Dream Live 7th（2010年5月7日 - 9日、神戸ワールド記念ホール / 5月20日 - 23日、横浜アリーナ）

#### 2008年
- 舞台「灰とダイヤモンド」（3月13日 - 16日、東京：シアターグリーン BASE THEATER / 4月23日 - 27日、大阪：black chamber） - ルビー 役
- ミュージカル「DEAR BOYS vs.EAST HONMOKU」（7月25日 - 8月3日、全労済ホール スペース・ゼロ） - 藤沢守 役 ※
- 舞台「―Chitty Chitty Bang Bang― 1×1＝2 Only two Box」（8月28日 - 31日、シアター風姿花伝） - 世羅 / 浩太 役
- 舞台「真田風雲録」（10月9日 - 15日、東京芸術劇場 小ホール1） - 三好清海入道 役
- 舞台「フラミンゴの夢」（10月30日 - 11月3日、アサヒ・アートスクエア） - 助監督 木村役 ※
- 舞台「夢をかなえるゾウ」（12月16日 - 26日、品川ステラボール） - 伊沢 役

#### 2009年
- 舞台「アヴェ・マリターレ!」（1月28日 - 2月1日、全労済ホール スペース・ゼロ） - 末永守 役 ※
- 朗読劇「苦情の手紙」（2月10日、博品館劇場）
- 舞台「桜SAKURAサクラ」（3月25日 - 31日、前進座劇場） - お花見貴族 プリンス・オブ・王子 役 ※
- 舞台「センチメンタルヤスコ」（6月23日 - 7月1日、笹塚ファクトリー） - 弓永淳一郎 役 ※
- 舞台「BLUE SKY GRACE」（11月14日 - 23日、MAKOTOシアター銀座） - 小山内 役

#### 2010年
- 舞台「帝銀事件の頃」（4月21日 - 25日、笹塚ファクトリー） - 主演：哲雄 役 ※
- 舞台「コントンクラブimage3」（6月9日 - 13日、シアターサンモール） ※
- 舞台「デビルマン-不動を待ちながら-」（7月16日 - 19日、前進座劇場） - 主演：大郷リョウ役
- 舞台「Abc★赤坂ボーイズキャバレー 〜心ごと脱げ!〜」（8月18日 - 29日、東京：赤坂ACTシアター / 9月3日 - 5日、大阪：サンケイホールブリーゼ） - 潮見慶介 役（Wキャスト） ※
- 舞台「ソラオの世界」（8月29日 - 9月5日、東京芸術劇場小ホール2） - セプテンバー所長 役、他 ※
- 舞台「劇団VitaminX〜Legend OF Vitamin〜」（9月26日 - 10月4日、前進座劇場） - 主演：草薙一 役※
- 舞台「ジッパー！」（10月21日 - 24日、池袋あうるすぽっと） - 畠山陽一 役 ※
- ミュージカル「トゥルークリスマス」（12月22日 - 26日、東京芸術劇場小ホール1） - ミライ役 ※

#### 2011年
- 舞台「新春・戦国鍋祭〜あんまり近づきすぎると斬られちゃうよ〜」（1月7日・8日・15日、 サンシャイン劇場） - 2部日替わりゲスト・ミュージックトウナイト!　堺衆・呂宋助左衛門 役 ※
- 舞台「琉球ロマネスク・テンペスト」（2月6日 - 28日、東京：赤坂ACTシアター/3月5日 - 20日、大阪：新歌舞伎座） - 黒龍 役
- 舞台「桃天紅」（4月15日 - 24日、東京：本多劇場/4月30日 - 5月1日、大阪：シアターBRAVA!） - 抜天坊 役
- ライブ「戦国鍋TVまさかの1周年記念調子に乗ってCDまで出しちゃいますライブ」（5月11日/振替前3月27日、関内ホール） - 堺衆・呂宋助左衛門 役 ※
- 舞台「PEACE MAKER〜新撰組参上〜」（6月3日 - 12日、シアターGロッソ) - 土方歳三 役 ※
- 舞台「青春のすたるじあ」（6月19日、相鉄本多劇場） - 日替わりゲスト出演 ※
- ニコニコミュージカル「カンタレラ」（8月3日 - 7日、全労済ホール スペース・ゼロ） - 主演：チェーザレ・ボルジア 役 ※
- 舞台「abc★赤坂ボーイズキャバレー 〜2回表!〜 -喝! & 勝つ!-」」（8月24日 - 31日、東京：赤坂ACTシアター / 9月3日 - 5日、大阪：シアターBRAVA!） - 潮見慶介 役 ※
- ライブ「15th Anniversary MMVライブ」（9月10日、Zepp Tokyo）
- 舞台「ソラオの世界 2011」（10月5日 - 9日、前進座劇場） - セプテンバー所長 役、他 ※
- 舞台「贋作水滸伝〜Outlaws〜」（11月2日 - 6日、俳優座劇場） - 九紋龍史進 役
- 舞台 「大江戸鍋祭〜あんまりはしゃぎ過ぎると討たれちゃうよ」（12月23日 - 26日、東京：明治座/12月31日、大阪：梅田芸術劇場メインホール） - 堀部安兵衛 役、YASUBEI&GUNBEI出演 ※

#### 2012年
- 舞台「どんでん」（1月18日 - 22日、シアターサンモール） - 主演：笠井彪之輔 役 ※
- ニコニコミュージカル「カンタレラ2012〜裏切りの毒薬〜」（3月7日 - 13日、博品館劇場） - 主演：チェーザレ・ボルジア 役
- 舞台「合唱ブラボー!」（4月12日、CBGKシブゲキ!） - ゲスト出演：海外からのスーパー御子息役 ※
- 舞台「新撰組異聞PEACE MAKER〜再炎〜」（4月15日 - 22日、シアターGロッソ） - 土方歳三役 ※
- 舞台バンダラコンチャ　サードアルバム公演「HUG!ステレオサウンズ」（5月26日 - 6月2日、東京：紀伊国屋ホール/6月9日、佐賀市文化会館中ホール6月16日、山口情報芸術センター）
- 舞台「九頭（クズ）の讃美歌。そして十字架。時々、晴れ。」（7月12日 - 16日、赤坂REDシアター） - 香田俊一 役 ※
- 舞台「abc★赤坂ボーイズキャバレー 3回表! 〜自分に喝を入れて勝つ!〜」（8月21日 - 26日、東京：赤坂ACTシアター/8月31日 - 9月2日、大阪：シアターBRAVA!） - 潮見慶介 役 ※
- 舞台「真田十勇士　カッコ良くなきゃ死ぬだけさ」（9月21日・22日、大阪：サンケイホールブリーゼ/9月29日 - 10月8日、東京：全労済ホール スペース・ゼロ）　- 真田幸村 役 ※
- ライブ「戦国鍋TV~tvkに40年の歴史あり!祝ってみせようホトトギスLIVE~ 」（10月20日、横浜赤レンガパーク野外特設会場）- 堺衆:呂宋助左衛門・徳川15代将軍:徳川秀忠 ※
- 舞台「碧空の狂詩曲〜お市の方外伝〜」（12月15日 - 24日、渋谷区文化総合センター大和田 さくらホール） - 羽柴秀吉 役 ※

#### 2013年
- ライブ「戦国鍋TVライブツアー ~武士ロックフェスティバル2013~」（1月8日・９日、東京：Zepp Tokyo/1月１１日、大阪：Zepp Namba OSAKA ）- 堺衆:呂宋助左衛門・徳川15代将軍:徳川秀忠
- 舞台「冬の鼠」（2月28日 - 3月3日、東京:キンケロシアター/3月9日・10日、大阪:一心寺シアター倶楽部） - 主演：小島圭介 役 ※
- 魔劇「今日からマ王!」〜魔王誕生編〜（4月25日 - 5月6日、博品館劇場） - フォン ヴォルテール卿グウェンダル 役 ※
- 舞台「ふらちな侍」（5月23日 - 26日、シアターサンモール） - 主演：貫一 役
- 舞台「SAMURAI挽歌III〜ラストサムライ Code.J〜」（6月15日 - 23日、東京:紀伊国屋ホール/6月27日、大阪:SAYAKAホール 小ホール/6月29日、名古屋:南文化小劇場/7月2日、福岡:ももちパレス 大ホール） - 坂本龍馬 役 ※
- 舞台「ポチっとな。-Switching On Summer 」（7月12日、俳優座劇場） - 日替わりゲスト出演 ※
- 舞台「逆転裁判〜逆転のスポットライト〜」（7月31日 - 8月4日、六行会ホール） -  主演：成歩堂龍一 役 ※
- 舞台「男子ing!!〜ラズベリーボーイ〜」（10月12日、シアターサンモール） - 日替わりゲスト出演 ※
- ミュージカル「トラブルショー」（10月31日 - 11月4日、IMAホール）- 主演：田辺一星 役
- 舞台「歳末明治座 る・フェア 年末だよ!みんな集合!!」（12月21日 - 24日、東京:明治座/12月31日、大阪:NHK大阪ホール） - 大江広元  役 ※

#### 2014年
- 舞台「いい男と作りたい4つの芝居episode2 HAPPY MAN YEAR 」（1月18日・19日、キッドアイラックアートホール） ※
- 舞台「スタア」（2月27日 - 3月2日、六行会ホール） - 黒木 役
- 舞台「逆転裁判〜逆転のスポットライト」（再演）（4月9日 - 13日、草月ホール） -  主演：成歩堂龍一 役 ※
- 舞台「眠れぬ夜のホンキートンクブルース 第二章〜復活」（5月23日 - 6月1日、東京:紀伊国屋サザンシアター/6月12日、名古屋:中村文化小劇場/6月14日・15日、大阪:ABCホール/6月17日、福岡:西鉄ホール） - 仁 役 ※
- 舞台「刻め、我ガ肌ニ君ノ息吹ヲ」（7月16日 - 21日、俳優座劇場） - 瀬戸桃介 役 ※
- 舞台「熱い奴ら!」（10月8日 - 13日、テアトルBONBON） - カガミシンイチ 役 ※
- 舞台「のぶニャがの野望 弐」（11月19日 - 24日、シアターサンモール） - ミケ田信玄 役 ※
- 舞台「聖☆明治座・るの祭典〜あんまりカブると怒られちゃうよ〜」（12月19日 - 23日、東京:明治座/12月27日、大阪:梅田芸術劇場メインホール） - 柴田勝家 役 ※

#### 2015年
- 音楽劇「瀧廉太郎の友人、と知人とその他諸々」（1月28日 - 2月1日、草月ホール） - 主演：滝廉太郎 役
- 舞台「散れ桜よ、刻天ノ証ニ」（4月3日 - 12日、あうるすぽっと） - 外道丸 役 ※
- 舞台 ムッシュ・モウソワール「ブラックベルト」（5月5日 - 9日、伝承ホール）
- 舞台「滝口炎上」（5月29日・30日、明治座） - 川口良庵 役 ※
- ブロードウエイミュージカル「ピーターパン」（7月20日 - 30日、東京:東京国際フォーラムホールC/8月2日、大阪:梅田芸術劇場メインホール） - ジェークス 役
- 魔劇「今日からマ王!〜魔王再降臨〜」（10月1日 - 12日、全労済ホール スペース・ゼロ） - フォン ヴォルテール卿グウェンダル 役 ※
- 舞台「攻殻機動隊ARISE：GHOST is ALIVE」（11月5日 - 15日、東京芸術劇場プレイハウス） - トグサ 役
- ライブ「年越RUN舞で☆るンバ~走ったり、踊ったり、しゃべったり~ 」（12月31日、明治座） - しょきがかり:がかり・バルト☆4:柴田勝家  ※

#### 2016年
- 舞台「書く女」（1月21日 - 31日、世田谷パブリックシアター 他） - 川上眉山 役
- 舞台「弱虫ペダル〜総北新世代、始動」（3月4日 - 6日、東京:TOKYO DOME CITY HALL/3月10日 - 13日、福岡:北九州ソレイユホール/3月17日 - 21日、大阪:オリックス劇場/3月25日 - 27日、神奈川:KAAT神奈川芸術劇場）　- 銅橋正清 役 ※
- 舞台「愛情の内乱」（5月12日　- 25日、吉祥寺シアター）　- ドス 役
- 舞台「ポセイドンの牙」（6月1日 - 5日、紀伊國屋ホール） - カルナ 役 ※
- ブロードウエイミュージカル「ピーターパン」（7月24日 - 8月3日、東京:東京国際フォーラムホールC/8月17日、大阪:梅田芸術劇場メインホール） - ジェークス 役
- 超歌劇「幕末Rock 黒船来航」（8月20日・21日、京都:京都劇場/9月3日- 9日、東京:EX THEATER ROPPONGI） - マシュー・カルブレイス・ペリー・ジュニア 役 ※
- 舞台「弱虫ペダル〜箱根学園新世代、始動〜」（9月30日 - 10月2日、東京:TOKYO DOME CITY HALL/10月7日 - 10日、大阪:オリックス劇場） - 銅橋正清 役 ※
- 魔劇「今日からマ王!〜魔王暴走編〜」（11月3日 - 13日、全労済ホール スペース・ゼロ） - フォン ヴォルテール卿グウェンダル 役 ※
- 舞台「さがり」（11月28日 - 12月4日、神保町花月） - 篠田春樹 役[9]

#### 2017年
- 舞台「弱虫ペダル〜新インターハイ篇〜スタートライン〜」（2月25日・26日、大阪:オリックス劇場/3月4日 - 12日、東京:TOKYO DOME CITY HALL） - 銅橋正清 役 ※
- 舞台「破壊ランナー」（4月21日 - 30日、Zeppブルーシアター六本木） - 黒川フランク 役 ※
- 舞台「幻想奇譚 白蛇伝」（5月25日 - 30日、紀伊國屋サザンシアター TAKASHIMAYA） - 法海 役 ※
- 舞台「遠い夏のゴッホ」（7月14日 - 23日、東京:天王洲銀河劇場/7月29日・30日、大阪:森ノ宮ピロティホール） - イルクーツク 役 ※
- 舞台「さよならヨールプッキ」（9月7日、シアターサンモール） - 日替わりゲスト出演
- 舞台「おねだり」（9月27日、シアターサンモール） -トークショーゲスト
- 舞台「弱虫ペダル〜新インターハイ篇〜ヒートアップ〜」（10月19日 - 23日、東京:天王洲銀河劇場/10月26日 - 29日、大阪:大阪メルパルクホール） - 銅橋正清 役 ※
- 舞台「RICE on STAGE「ラブ米」～Endless rice riot～」（11月21日、品川プリンスホテル クラブeX） - トークショーゲスト ※
- 超歌劇「幕末Rock」絶頂！熱狂！雷舞（11月24日 - 26日、大阪:大阪メルパルクホール/11月29日 - 12月3日、東京:AiiA 2.5 Theater Tokyo） - マシュー・カルブレイス・ペリー・ジュニア 役 ※
- 舞台「ゆく年く・る年冬の陣　師走明治座時代劇祭」（12月28日 - 31日、東京:明治座/2018年1月13日、大阪:梅田芸術劇場メインホール） - 片倉小十郎景綱 役 ※

#### 2018年
- 舞台「弱虫ペダル〜新インターハイ篇〜箱根学園王者復格〜」（3月2日 - 11日、東京:東京芸術劇場/3月16日 - 19日、兵庫:新神戸オリエンタル劇場） - 銅橋正清 役 ※
- ミュージカル「薄桜鬼 志譚」土方歳三 篇（4月21日- 23日、兵庫:新神戸オリエンタル劇場/4月28日 - 5月1日、東京:明治座） - 天霧九寿 役 ※
- 舞台「RICE on STAGE「ラブ米」～I'll give you rice～」（4月25日、品川プリンスホテル クラブeX） - トークショーゲスト ※
- ミュージカル「テニスの王子様」15周年記念コンサート Dream Live 2018（5月20日、横浜アリーナ） - ゲスト ※
- ミュージカル「青春-AOHARU-鉄道3～延伸するは我にあり」（6月8日・9日・13日、品川プリンスホテル クラブeX） - 山手線（日替わりゲスト） ※
- ライブ「許斐 剛✮パーフェクトLIVE~一人オールテニプリフェスタ2018~ 」（6月10日、パシフィコ横浜国立大ホール ）- ゲスト ※
- 舞台「男子はつらくないよ?」（7月29日 - 8月4日、三越劇場） - 健三郎 役 ※
- 舞台「モブサイコ100　〜裏対裏〜」（9月13日- 17日、東京:天王洲劇場/9月20日 - 23日、兵庫:新神戸オリエンタル劇場） - 郷田武蔵 役 ※
- 舞台「歳が暮れ・るYO 明治座大合戦祭」（12月28日 - 31日、東京:明治座/2019年1月19日、大阪:梅田芸術劇場メインホール） - 飯富虎昌 役 ※

#### 2019年
- ライブ「超英雄祭 KAMEN RIDER × SUPER SENTAI LIVE & SHOW 2019」（1月23日、日本武道館）
- ミュージカル「薄桜鬼 志譚」風間千景 篇（4月5日- 11日、東京:日本青年館ホール/4月18日 - 21日、京都:京都劇場） - 天霧九寿 役 ※
- 舞台「弱虫ペダル 〜新インターハイ篇～制・限・解・除（リミットブレイカー）～」（5月10日 - 19日、東京:シアター1010/5月25日 - 26日、大阪:浪切ホール） - 銅橋正清 役[10]※
- 舞台「ポリトゥスの蟲」（7月3日 - 7日、全労済ホール スペース・ゼロ）- カジテ 役 ※

#### 2020年
- 舞台「悪因悪果」（3月4日 - 8日、俳優座劇場）-  光永 役 ※
- 舞台「蒲田淳士の歪な就活」（9月12日 - 22日、中野ザ・ポケット）
- 舞台「賭博黙示録カイジ」（12月4日 - 6日、京都:京都劇場/12月10日 - 13日、東京:ヒューリックホール東京） - 遠藤勇次 役 ※

#### 2021年
- 舞台「監獄REQUIEM」（2月3日 - 7日、新宿村LIVE）-  オオタニ 役 ※
- ミュージカル「ロミオ&ジュリエット」（5月21日- 6月13日、東京:赤坂ACTシアター/7月3日 - 11日、大阪:梅田芸術劇場メインホール/7月17日- 18日、名古屋:愛知県芸術劇場　大ホール） - パリス 役

#### 2022年
- 舞台「青少年アシベ」（7月13日 - 17日、大手町三井ホール）-  スガオの父ヒデオ 役 ※

#### 2023年
- しんみゅ　幕末歌劇 新選組 ～土方・藤堂の篇～（2023年1月14日-15日 四日市市文化会館 2月6日-2月12日 草月ホール）斎藤一 役※
- 舞台 Go Forward！(2023年6月16日-22日 かめありリリオホール) 酒田公男 役※
- 舞台 新宿羅生門(2023年9月22日-10月1日 こくみん共済 coop ホール/スペース・ゼロ) 芹沢朱鷺 役※

#### 2024年
- Homecoming Party「START」（3月24日、品川プリンスホテル クラブeX）[11]
- 舞台「東京リベンジャーズ」-天竺編-（8月29日 - 31日、東京：森ノ宮ピロティホール / 9月4日 - 16日、IMM THEATER） - 武藤泰宏 役[12]

#### 2025年
- 舞台「新宿羅生門」薩長エージェンシー編（1月18日 - 26日、こくみん共済 coop ホール/スペース・ゼロ） - 芹沢朱鸞 役※[13][14]
- 舞台「東京リベンジャーズ」-The LAST LEAP-（6月26日 - 29日、大阪：COOL JAPAN PARK OSAKA WWホール / 7月3日 - 10日、神奈川：KAAT神奈川芸術劇場 ホール） - 武藤泰宏 役[15]

### ゲーム
- 仮面ライダーバトル ガンバライジング（2022年、アーケード） - アナザーディケイド 役[16]
- 仮面ライダーバトル ガンバレジェンズ（2023年、アーケード） - アナザーディケイド 役

## 出版物

### CD
- ミュージカル テニスの王子様 ベストアクターズシリーズ009 兼崎健太郎 as 真田弦一郎 & 八神蓮 as 幸村精市
- ニコニコミュージカル「カンタレラ」music
- 真田十勇士オリジナルサウンドトラックCD

### DVD
- TALKING FACE vol.6 兼崎健太郎×ハービー・山口（2007年9月15日）
- ミュージカル『テニスの王子様』（本公演・Dream Liveを除く）
  - 「Supporter's DVD Vol.6　第三代青春学園編 初回生産限定版」（2007年12月22日）
  - 「Supporter's DVD Vol.8 立海大附属編」（2008年9月20日）
  - 「ENCORE!〜F・G・K・S／On My Way〜」（2010年4月28日）
  - 「Supporter's DVD Vol.15 立海大附属全国大会編」（2010年9月30日）
- NATURAL FACEシリーズ
  - vol.1 佛像彫刻編（2008年1月25日）
  - vol.4 カヌー編（2008年2月25日）
  - vol.6 茶道編（2008年3月25日）
  - vol.8 フライフィッシング編（2008年4月25日）
- MEN'S DVD 第6弾 「TIAN」（2008年2月20日）
- 短編映画「2462.countL/OVE」（2008年6月） - 主演・青山ケン 役
- キラキラACTORS TV 「三浦涼介&兼崎健太郎」（2008年11月19日）
- 「∞MUGEN+ ~My Life~」（2010年5月）
- スマボMovie 第3弾「いつかはきっとクリスマス」（2014年5月） - スギサキ 役

### 写真集
- 兼崎健太郎 1st写真集「心」（2007年9月15日）
- 兼崎健太郎 写真集 「心×心」（2007年12月24日）
- MEN'S Photo book 「HAI」（2008年3月19日）
- 「∞MUGEN~Feel the Bali~」（2010年5月15日）

### 雑誌連載
- CAST-PRIX ZERO「兼崎健太郎の白米まいらいふ」
- キャストサイズ「CAST in 居酒屋」